# Trigonopedia nigrifacies
Trigonopedia nigrifacies là một loài Hymenoptera trong họ Apidae. Loài này được Harter-Marques & Truylio mô tả khoa học năm 2003.